# Welcome to Wherever You Are (Bon Jovi)
Welcome to Wherever You Are è un singolo del gruppo rock statunitense Bon Jovi, pubblicato nel 2006 ed estratto dall'album Have a Nice Day.
Il brano è stato scritto e prodotto da Jon Bon Jovi, Richie Sambora e John Shanks.

## Tracce
UK CD 1
1. Welcome to Wherever You Are (Jeremy Wheatley Mix)
2. Last Man Standing (Recorded Live at Nokia Theatre Times Square, NYC, September 19, 2005)

UK CD 2
1. Welcome to Wherever You Are (Jeremy Wheatley Mix)
2. Someday I'll Be Saturday Night (Recorded Live at Nokia Theatre Times Square, NYC, September 19, 2005)
3. Wanted Dead or Alive (Recorded Live at Nokia Theatre Times Square, NYC, September 19, 2005)